# Bangana lippa
Bangana lippa е вид лъчеперка от семейство Шаранови (Cyprinidae).

## Разпространение
Видът е разпространен в Китай (Юннан), Лаос и Мианмар.

## Описание
На дължина достигат до 28,4 cm.